# Дітріх фон Крігерн
Дітріх Георг фон Крігерн (нім. Dietrich Georg von Criegern; 2 грудня 1886, Дрезден — 6 листопада 1952, Зефельд) — німецький військово-повітряний діяч, генерал-лейтенант люфтваффе. Кавалер Німецького хреста в сріблі.

## Біографія
26 лютого 1907 року вступив в 18-й (1-й Саксонський) гусарський полк «Король Альберт». В 1910 році переведений в резерв. Учасник Першої світової війни, командир роти, ад'ютант 232-го піхотного полку, з 20 жовтня 1916 року — ад'ютант 213-й піхотної бригади, з 5 листопада 1917 року — 2-й офіцер Генштабу в штабі 46-ї територіальної дивізії, в квітні-серпні 1918 року — співробітник штабу 12-го армійського корпусу. В 1919-21 роках — радник Імперського військового міністерства. 15 червня 1921 року звільнений у відставку.
2 січня 1936 року вступив на службу в люфтваффе, служив в різних штабах. З 1 червня 1938 року — офіцер з постачання штабу 1-го Командування групи ВПС (з 1 лютого 1939 року — 1-го повітряного флоту). Учасник Польської і Французької кампаній. З 1 травня 1940 року — старший квартирмейстер штабу 1-го, с 10 травня 1940 року — 5-го, з 5 травня 1941 року — 1-го повітряного флоту. Учасник Німецько-радянської війни. 7 серпня 1943 року призначений начальником Управління постачання Імперського міністерства авіації. З 1 липня 1944 року — генерал-квартирмейстер люфтваффе. 8 травня 1945 року взятий в полон американськими військами, в тому ж році звільнений за станом здоров'я.

## Звання
- Фенріх (26 лютого 1907)
- Лейтенант (24 січня 1908)
- Оберлейтенант резерву (27 січня 1915)
- Ротмістр резерву (8 березня 1917)
- Майор запасу (15 червня 1921)
- Майор служби комплектування (1 травня 1936)
- Оберстлейтенант (1 лютого 1939)
- Оберст (1 грудня 1940)
- Генерал-майор без патенту (1 квітня 1943) — 1 жовтня отримав патент.
- Генерал-лейтенант (1 липня 1944)

## Нагороди
- Залізний хрест 2-го і 1-го класу
- Почесний хрест ветерана війни з мечами
- Медаль «За вислугу років у Вермахті» 4-го, 3-го і 2-го класу (18 років)
- Медаль «У пам'ять 1 жовтня 1938» із застібкою «Празький град»
- Хрест Воєнних заслуг 2-го і 1-го класу з мечами
- Німецький хрест в сріблі (7 грудня 1942)